# Marko Popović (cestista 1982)
Marko Popović (Zara, 12 giugno 1982) è un dirigente sportivo ed ex cestista croato.
Alto 185 cm, giocava come guardia.
Marko Popović è il figlio di Petar Popović, l'eroe del titolo del KK Zadar nel 1986.

## Carriera
Nel 2007 è stato convocato per gli Europei in Spagna con la maglia della Croazia.

## Statistiche

### Eurolega
| Anno      | Squadra         | PG  | PT | MP   | TC%  | 3P%  | TL%  | RP  | AP  | PRP | SP  | PP   |
| --------- | --------------- | --- | -- | ---- | ---- | ---- | ---- | --- | --- | --- | --- | ---- |
| 2001-2002 | Zara            | 11  | 4  | 30,4 | 40,2 | 29,9 | 81,2 | 1,8 | 4,0 | 1,6 | 0,0 | 13,9 |
| 2003-2004 | Valencia        | 12  | 0  | 15,7 | 37,5 | 40,0 | 78,6 | 1,6 | 1,5 | 0,8 | 0,0 | 5,6  |
| 2003-2004 | Cibona Zagabria | 5   | 5  | 30,4 | 34,8 | 23,8 | 75,0 | 3,6 | 2,6 | 1,8 | 0,0 | 9,8  |
| 2004-2005 | Cibona Zagabria | 17  | 16 | 31,7 | 44,9 | 38,6 | 73,3 | 2,2 | 4,0 | 1,9 | 0,0 | 15,4 |
| 2005-2006 | Anadolu Efes    | 16  | 13 | 24,0 | 47,8 | 41,9 | 77,6 | 1,4 | 3,1 | 1,4 | 0,0 | 12,9 |
| 2006-2007 | Žalgiris Kaunas | 7   | 7  | 34,4 | 39,5 | 27,3 | 90,9 | 0,9 | 4,9 | 1,4 | 0,0 | 15,1 |
| 2007-2008 | Žalgiris Kaunas | 20  | 0  | 21,6 | 43,2 | 39,6 | 83,9 | 1,4 | 2,0 | 1,0 | 0,0 | 11,7 |
| 2011-2012 | Žalgiris Kaunas | 14  | 1  | 22,2 | 40,4 | 38,7 | 90,6 | 2,1 | 2,1 | 0,4 | 0,0 | 12,5 |
| 2012-2013 | Žalgiris Kaunas | 21  | 13 | 24,1 | 48,6 | 43,9 | 85,5 | 1,4 | 2,2 | 0,7 | 0,0 | 13,4 |
| Carriera  | Carriera        | 123 | 59 | 25,1 | 43,4 | 38,0 | 82,1 | 1,7 | 2,8 | 1,2 | 0,0 | 12,5 |

### Eurocup
| Anno       | Squadra      | PG | PT | MP   | TC%  | 3P%  | TL%  | RP  | AP  | PRP | SP  | PP   |
| ---------- | ------------ | -- | -- | ---- | ---- | ---- | ---- | --- | --- | --- | --- | ---- |
| 2002-2003  | Zara         | 11 | 11 | 33,7 | 45,3 | 40,0 | 77,8 | 3,1 | 3,2 | 1,5 | 0,1 | 19,5 |
| 2008-2009  | UNICS Kazan' | 9  | 1  | 21,1 | 35,2 | 32,1 | 83,3 | 1,3 | 2,1 | 0,4 | 0,0 | 12,1 |
| 2009-2010  | UNICS Kazan' | 12 | 9  | 33,1 | 44,8 | 40,6 | 86,7 | 2,1 | 4,8 | 0,5 | 0,0 | 18,2 |
| 2010-2011† | UNICS Kazan' | 11 | 9  | 26,4 | 49,5 | 43,5 | 73,0 | 2,6 | 5,8 | 1,6 | 0,0 | 13,8 |
| 2013-2014  | Chimki       | 18 | 2  | 24,3 | 47,0 | 39,7 | 84,6 | 1,9 | 4,1 | 0,9 | 0,0 | 13,1 |
| 2014-2015† | Chimki       | 15 | 0  | 20,3 | 41,1 | 37,0 | 87,9 | 1,7 | 4,5 | 1,1 | 0,1 | 9,9  |
| 2016-2017  | Fuenlabrada  | 9  | 4  | 20,6 | 40,5 | 38,8 | 91,2 | 1,9 | 1,7 | 0,4 | 0,0 | 12,2 |
| Carriera   | Carriera     | 85 | 36 | 25,6 | 44,0 | 39,1 | 83,1 | 2,1 | 3,9 | 0,9 | 0,0 | 14,0 |

## Palmarès

### Squadra
- Campionato lituano: 4

Žalgiris Kaunas: 2006-07, 2007-08, 2011-12, 2012-13
- Coppa di Croazia: 3

Zadar: 1998, 2000, 2003
- Coppa di Turchia: 1

Efes Pilsen: 2005-06
- Coppa di Lituania: 3

Žalgiris Kaunas: 2007, 2008, 2012
- Coppa di Russia: 1

UNICS Kazan': 2008-09
- Lega Adriatica: 1

Zadar: 2002-03
- Lega Baltica: 2

Žalgiris Kaunas: 2007-08, 2011-12
- Eurocup: 2

UNICS Kazan' : 2010-11
Chimki: 2014-15

### Individuale
- MVP finals Lega Adriatica: 1

Zadar: 2002-03
- MVP finals ULEB Eurocup: 1

UNICS Kazan': 2010-11